# Cornelio Fabro
Cornelio Fabro (Talmassons, Údine,  1911 – Roma, 1995) foi um filósofo, religioso estigmatino e sacerdote italiano. Considera-se, entre outros méritos intelectuais, ter devolvido o tomismo às suas raízes e tê-lo relacionado com o pensamento moderno. Além disso, foi um dos primeiros estudiosos do existencialismo e introduziu na Itália a obra de Kierkegaard, que traduziu diretamente do dinamarquês.

## Magistério
Foi professor ordinário de filosofia na Universidade de Perugia, também professor na Pontifícia Universidade Lateranense e diretor fundador da Pontifícia Universidade Urbaniana de Roma do Instituto de História do Ateísmo, que foi a primeira de seu gênero na Europa. Também foi professor ordinário de filosofia na faculdade de magistério na Universidade Católica de Milão.

## Obras
- La nozione metafisica di partecipazione secondo S. Tommaso, Milão, 1939.
- Neotomismo e neosuarezismo, Placência, 1941.
- La fenomenologia della percezione, Milão, 1941.
- Percezione e pensiero, Milão, 1941.
- Introduzione all'esistenzialismo, Milão, 1943.[4]
- Problemi dell'esistenzialismo, Roma, 1945.
- Tra Kierkegaard e Marx, Florência, 1952.
- Dio. Introduzione al problema teologico, Roma, 1953.
- La storiografia nel pensiero cristiano, Milão, 1953.
- L'Assoluto nell'esistenzialismo, 1954.
- L'anima, Roma, 1955.
- Dall'essere all'esistente, Bréscia, 1957.
- Profili di Santi, 1957.
- Vangeli delle domeniche, 1959.
- Breve introduzione al tomismo, Roma, 1960.
- Georg W. F. Hegel: La dialettica, 1960.
- Participation et causalité selon S. Thomas D'Aquin, 1961.
- Partecipazione e causalità, Turim, 1961.[5][6][7]
- Feuerbach-Marx-Engels. Materialismo dialettico e materialismo storico, 1962.
- Introduzione all'ateismo moderno, Roma, 1964.[8][9]
- L'uomo e il rischio di Dio, 1967.
- Esegesi tomistica, 1969.
- Tomismo e Pensiero moderno, 1969.
- La svolta antropologica di Karl Rahner, Milão, 1974.
- L'avventura della teologia progressista, Milão, 1974.
- L'essenza del cristianesimo. Ludwig Feuerbach, 1977.
- Søren Kierkegaard. Il problema della Fede, 1978.
- La trappola del compromesso storico: Da Togliatti a Berlinguer, 1979.
- La preghiera nel pensiero moderno, 1979.[10][11][12]
- L'alienazione dell'occidente: Osservazioni sul pensiero di Emanuele Severino, 1981.
- Momenti dello spirito I, 1983.
- Momenti dello spirito II, 1983.
- Introduzione a san Tommaso, Milão, 1983.
- Riflessioni sulla libertà, Rimini, 1983.
- Gemma Galgani. Testimone del soprannaturale, 1987.
- L'enigma Rosmini, 1988.
- Le prove dell'esistenza di Dio, 1989.[13]